# Pyrausta austa
Pyrausta austa là một loài bướm đêm trong họ Crambidae.